# Рославлев, Александр Степанович
Александр Степанович Рославлев (1883—1920) — поэт, прозаик, журналист.

## Биография
Из мещан. Учился в гимназии, но не окончил. Служил писцом в Коломенской земской управе. Дебютировал как поэт в журнале «Сибирский наблюдатель» стихотворением «Ангел ночи» с посвящением С. И. Васюкову (1901). Вскоре переехал в Москву, где занимался исключительно литературным трудом. Первый сборник стихов «Виденья» (М., 1902). В 1902—1903 годах посещал собрания в доме В. Я. Брюсова — своего рода литературную школу для начинающих поэтов символистской ориентации. В 1903—1904 сотрудник издательства «Гриф». В 1905 году переехал в Петербург. Испытал неглубокое увлечение революционными настроениями. Рославлев «прошёл суровую школу жизни, и, по-видимому, тяжёлое прошлое наложило мрачный отпечаток и на его творчество… лево настроенные читатели, привыкшие к эзоповскому языку, жадно искали в подобных стихах какого-то сокровенного революционного смысла» (Н. А. Карпов). Сотрудничал в сатирических и юмористических журналах. Стихи этого времени составили сборник «Красные песни» (Ялта, 1906), в рецензии на который Брюсов, оценивший ранние опыты Рославлева как «совершенно ничтожные», писал: «Эти стихотворения, во всяком случае, значительнее… В них есть мрачная фантазия, и „сделаны“ они не без некоторого мастерства».
Стихи в сборнике «В башне» (СПб., 1907) принесли Рославлеву репутацию подражателя «старшим» символистам, прежде всего Брюсову. Рославлев не был принят в среде петербургских символистов, круг его общения — литературная богема со свойственными ей кутежами и скандалами (П. Д. Маныч, Е. И. Вашков, Е. П. Иванов). Приятельские отношения связывали Рославлева с А. И. Куприным, но основаны они были не на литературной близости, а на совместных похождениях.
В неоконченных воспоминаниях «Литературные брызги» Е. И. Вашков рассказывает о литературной дуэли в ресторане «Вена» между Рославлевым и А. Т. Аверченко по поводу того, что легче сочинять: стихи или прозу. В это время Рославлев становится постоянным объектом пародий, эпиграмм и карикатур (о колоритности его фигуры вспоминал Н. А. Карпов: «…огромного роста, широкоплечий богатырь, добродушный, весёлый, хороший товарищ. Ходил он с ранней весны до снега в черной широкополой шляпе и широком черном плаще…»).
Женитьба позволила Рославлеву несколько отойти от богемной неприютности и сменить круг общения. Его жена дружила с семьями художника И. Я. Билибина, К. С. Станиславского, актрисы Л. Б. Яворской (княгини Барятинской). Стихи ей посвящали М. А. Долинов и Б. А. Садовской.
Рославлев писал стихотворные сказки в «русском стиле», не связанные, однако, ни с фольклорной традицией, ни с русской стихотворной литературной сказкой XIX века и написанные псевдонародным языком («Сказка о трёх царских дивах…» (СПб., 1907), «Сказка о пчёлке Божьей работнице…» (СПб., 1908), «Сказки (в стихах)» (СПб., 1911), «Солнцевы пряники» (М., 1915), «Сказка о попе и Вавиле» (М., 1915), «Царь Лукопёр» (Я., 1915) и др. С начала 1910-х годов Рославлев печатается в основном в массовых еженедельных изданиях («Аргус», «Синий журнал») и
находит себя в газетно-журнальной подёнщине, в том числе в стихотворных фельетонах на бытовые темы. В это же время он начинает писать прозу и выпускает один за другим сборники рассказов и небольших повестей о жизни хорошо известных ему городских низов, литературной и театральной богемы: «Рассказы» (кн. 1—2, СПб., 1911—1912), «Барон Курасов» (М., 1915), «Сквозь цветные стёкла», «Покойник Посудевский и другие рассказы» (оба — П., 1915), «Записки полицейского пристава», «Князь из Альгамбры» (оба - П., 1916); романы «Страдание», «Человек за печатью» (оба — П., 1912). Эти произведения обеспечили Рославлеву популярность у читателей того самого «среднего слоя», о жизни которого он повествовал и на кого рассчитывал.
Рославлев приветствовал Февральскую революцию и обратился к сатирической поэзии антимонархического характера. В стихотворении «России» («Новый
Сатирикон», 1917) протестовал против пораженческой агитации большевиков и массового дезертирства с германского фронта. Октябрьскую революцию 1917 года вначале воспринял отрицательно, но вскоре изменил политическую ориентацию и в 1919 году вступил в РКП(б). Работал в Наркомпросе, сотрудничал в центральной советской печати. В 1918—1920 годах жил в Москве. Летом 1920 года в качестве корреспондента «Известий» совершил поездку на польский фронт и на Украину. В Москву не вернулся, уехав на Северный Кавказ. В августе—сентябре 1920 года редактировал в Новороссийске газету «Красное Черноморье», где печатались его очерки (в том числе «Как был взят Киев», «Махно, Дина Зелёный и прочие красавцы»), публицистические статьи, направленные на привлечение интеллигенции к сотрудничеству с большевиками, а также стихотворения, преимущественно агитационного характера. В августе 1920 года основал в Новороссийске Театр политической сатиры, для которого написал пьесу-лубок «Царь Обалдуй». В конце сентября отправился с театром на гастроли в Екатеринодар, где заразился тифом и умер.